# Lake Emma (Neuseeland)
Der Lake Emma ist ein See in der Region Canterbury auf der Südinsel von Neuseeland.

## Geographie
Der Lake Emma befindet sich nordnordöstlich am Fuße der Harper Range, nordwestlich der Moorhouse Range und westsüdwestlich der Clent Hills. Der See, der auf einer Höhe von 654 m liegt, umfasst eine Fläche von 1,69 km². Mit einem Seeumfang von rund 7 km erstreckt er sich über eine Länge von rund 1,97 km in Nordwest-Südost-Richtung und einer maximalen Breite von rund 1,49 km in Südwest-Nordost-Richtung.
Gespeist wird der See von wenigen kleinen Bächen aus den Harper Range und vom Abfluss des Lake Camp, gefolgt vom Lake Roundabout, die ihre Wässer von Nordwesten zutragen. Am östlichen Ende des Sees befindet sich der Abfluss über den Emma Stream.